# Gregor Clegane
Gregor Clegane, también conocido como «La Montaña que Cabalga» o, simplemente, «La Montaña», es un personaje ficticio de la saga de libros Canción de hielo y fuego del escritor George R.R. Martin.
En la saga, Gregor Clegane es un caballero afamado por sus colosales dimensiones. Dentro del universo de Canción de hielo y fuego, Ser Gregor es reconocido como un guerrero brutal, sádico, inmisericorde, cruel y con un temperamento incontrolable, al servicio de Tywin Lannister. La historia de Ser Gregor está marcada por una gran cantidad de acontecimientos violentos donde él es protagonista. Su hermano pequeño, Sandor Clegane, fue víctima de uno de estos episodios cuando Gregor quemó la mitad de su cara cuando era tan solo un niño, desde entonces, Sandor guarda un gran rencor y desprecio hacia su hermano mayor.
En la adaptación televisiva de HBO, Game of Thrones, el personaje es interpretado por hasta tres actores distintos: Conan Stevens, Ian Whyte y Hafþór Júlíus Björnsson, aunque solo este último permaneció como este personaje hasta el final de la serie.

## Historia

### Antes de la saga
Gregor Clegane fue el hijo mayor del cabeza de la Casa Clegane, quien, a su vez, había sido el hijo del fundador de la casa, una casa de caballería que juraba vasallaje a la Casa Lannister. Lo que se sabe del personaje es a través de rumores dentro de la saga, de otros personajes como Arya Stark o Cersei Lannister, o bien de lo que relata en la obra su hermano menor, Sandor Clegane.
Según se menciona, la vida de Gregor ya estuvo marcada por la violencia desde su niñez. Cuando Sandor era tan solo un niño, Gregor arrojó su rostro contra un brasero al descubrirlo jugando con unos juguetes que él ya no usaba, dejándole con la mitad de la cara quemada; su padre ocultó este hecho afirmando que la cama de Sandor se había incendiado. También se rumorea en la obra que Gregor fue el responsable de la muerte de su padre, de una hermana pequeña y de sus dos primeras esposas.
Gregor fue proclamado como «ser» por el príncipe Rhaegar Targaryen poco antes de los sucesos de la Rebelión de Robert. Durante este conflicto, Ser Gregor protagonizó uno de los acontecimientos más relevantes de su brutal carrera; siguiendo órdenes de Tywin Lannister, Gregor asaltó la Fortaleza Roja, lugar de residencia de la familia real, y asesinó a Elia Martell —esposa de Rhaegar— y a su hijo, el cual tan solo era un bebé, el príncipe Aegon Targaryen, no sin antes violar a la propia Elia antes de asesinarla. Esto quedó impune gracias a la influencia de los Lannister bajo el nuevo rey, Robert Baratheon, sin que la opinión pública conociera quién había sido el responsable.

### En la obra
En Juego de tronos, cuando estalla el conflicto entre los Lannister y la Casa Tully a raíz de la detención de Catelyn Tully sobre Tyrion Lannister, Lord Tywin Lannister le encarga a Ser Gregor que arrase las Tierras de los Ríos en represalia. Al tener constancia de lo que está ocurriendo, Eddard Stark, la Mano del Rey y esposo de Catelyn, le ordena a Beric Dondarrion que lleve a Ser Gregor ante la justicia.
Cuando se produce la Guerra de los Cinco Reyes, Ser Gregor comanda la vanguardia del ejército de Lord Tywin en la Batalla del Forca Verde. Sus hombres se dedican a rapiñar y arrasar todo a su paso por las Tierras de los Ríos, involucrándose con la historia del personaje de Arya Stark a lo largo de la obra Choque de reyes. Ser Gregor incluso se convierte en castellano de la fortaleza de Harrenhal después de tomar el bastión, el cual se hallaba bajo control de Vargo Hoat.
En Tormenta de espadas, Cersei Lannister escoge a Ser Gregor como su campeón en el juicio por combate de Tyrion Lannister, el cual está acusado de asesinar al rey Joffrey Baratheon. Ser Gregor combate contra Oberyn Martell, el campeón de Tyrion y hermano de Elia, el cual quiere exponer a Ser Gregor por lo acontecido con su hermana y los hijos de ésta; Oberyn consigue dañar a Ser Gregor, pero éste se las apaña para derribar a Oberyn y acabar con él. Sin embargo, Oberyn empleó una lanza envenenada, lo que le causa a Ser Gregor una terrible agonía, quedando bajo los cuidados de Qyburn, un ex-maestro. Inevitablemente, Ser Gregor fallece y su calavera es enviada a Dorne como ofrenda para los Martell.

#### Robert Strong
Tras el paseo de la penitencia de Cersei, adquiere un nuevo guardaespaldas como obsequio de Qyburn que responde al nombre de «Robert Strong», el cual es introducido en la Guardia Real. El cuerpo de este Robert Strong resulta ser idéntico al del fallecido Ser Gregor, sin que nadie sepa la identidad del nuevo caballero de Cersei.

## Adaptación televisiva
El personaje de Gregor Clegane es interpretado por hasta tres actores en la adaptación de HBO: Conan Stevens, Ian Whyte y Hafþór Júlíus Björnsson. El primero lo interpreta en la primera temporada, el segundo en la segunda, y el tercero de la tercera temporada en adelante hasta el final de la serie.
Ser Gregor debuta en el episodio Cripples, Bastards, and Broken Things participando en el torneo en honor de la nueva Mano del Rey, Eddard Stark (Sean Bean). Durante las justas, Ser Gregor acaba con la vida de Ser Hugh del Valle y después resulta derrotado por Loras Tyrell (Finn Jones); eso desata la ira de Ser Gregor, que decapita a su caballo con su mandoble y después ataca a Ser Loras, siendo confrontado por su hermano Sandor Clegane (Rory McCann). A partir de entonces, Ser Gregor aparece únicamente mencionado, pues, por orden de Tywin Lannister (Charles Dance), se encuentra arrasando las Tierras de los Ríos, por ello, Lord Stark envía una partida para detenerlo y llevarlo ante la justicia.
En la segunda temporada, Ser Gregor se encuentra en el bastión de Harrenhal, torturando a una serie de prisioneros entre los que se encuentra Arya Stark (Maisie Williams), por lo que es reprendido por Lord Tywin. En la tercera temporada, Ser Gregor no hace aparición física, si bien se muestra que ha abandonado Harrenhal, no sin antes ejecutar a todos los prisioneros que allí se encontraban.
En la cuarta temporada, Ser Gregor regresa a Desembarco del Rey para ejercer de campeón de la reina Cersei Lannister (Lena Headey) en su juicio por combate. Se enfrentará a Oberyn Martell (Pedro Pascal), el campeón de Tyrion, quien quiere exponer a Ser Gregor como el responsable de la muerte de su hermana Elia y de sus hijos. Durante el combate, Oberyn consigue herir a Gregor y parece próxima su victoria, sin embargo, Ser Gregor derriba a Oberyn y aplasta su cabeza, acabando con su vida. Poco después, se revela que Oberyn empleó veneno en su arma, lo que ha dejado en coma a Gregor y bajo los cuidados del ex-maestre Qyburn (Anton Lesser). Tras el paseo de penitencia de Cersei, Qyburn presenta al «nuevo Ser Gregor Clegane», ahora recién introducido en la Guardia Real y guardaespaldas de Cersei.
El renacido Ser Gregor continúa siendo la sombra de Cersei y su brazo ejecutor, si bien ahora carente de toda emoción, habla y voluntad propia. Ser Gregor lidia con los problemas de Cersei con la Fe Militante e incluso previene al rey Tommen Baratheon (Dean-Charles Chapman) de acudir al Gran Septo de Baelor antes de que sea destruido por Cersei.
Cuando Cersei se autocorona como Reina de los Siete Reinos, Ser Gregor acude al parlamento de Pozo Dragón, donde se vuelve a encontrar con su hermano Sandor. También es el encargado de decapitar personalmente a Missandei (Nathalie Emmanuel), la principal consejera y mejor amiga de Daenerys Targaryen (Emilia Clarke). Durante el asalto final a Desembarco del Rey, escapa junto a Cersei a través de la Fortaleza Roja mientras esta se derrumba; en ese momento, Sandor emerge dispuesto a confrontar a su hermano mayor. Ser Gregor ignora las órdenes de la reina, acabando con Qyburn, y, después se lanza a por su hermano. Ambos combaten, demostrando Ser Gregor ser inmune a cualquier ataque; Gregor intenta aplastar la cabeza de Sandor, hasta que éste le hunde un puñal en el rostro, sin éxito. Con un último grito de rabia, Sandor se arroja junto a su hermano desde los muros de la fortaleza hacia el fuego que consume Desembarco del Rey.
- Datos: Q26899515